# Jack Watling
Jack Watling (* 13. Januar 1923 in Chingford, Vereinigtes Königreich; † 22. Mai 2001 ebenda) war ein britischer Schauspieler.

## Leben

### Kindheit und Ausbildung
Jack Watling war der Sohn eines Schrotthändlers. Schon als kleiner Junge wollte er Schauspieler werden. Er besuchte die Schauspielschule Italia Conti Academy. Bereits im Alter von 12 Jahren stand er zum ersten Mal auf der Bühne.

### Karriere
Seine erste wichtige Rolle bekam Watling 1939 als St. George in dem Musical Where the Rainbow Ends. Berühmt wurde Watling im Jahr 1942 durch seine Darstellung des Flugleutnants Graham in Rattigans Flare Path. Es folgten viele andere Filme und Fernsehserien. Außerdem wirkte er in vielen Theaterstücken mit. 1950 hatte er sein Broadway-Debüt. Jedoch konzentrierte er sich mehr auf seine Filmkarriere und wirkte in Produktionen wie Meet Mr Lucifer (1953), The Sea Shall Not Have Them (1954), Reach for the Sky (1956) oder Die letzte Fahrt der Bismarck (1960) mit. 1967 und 1968 war er in der britischen Fernsehserie Doctor Who in den Episoden The Abominable Snowmen und The Web of Fear als Professor Travers zu sehen. Seine Tochter Deborah Watling spielte in der Serie Victoria Waterfield eine Begleiterin des Doktors.
1995 stand Jack Watling in dem Film Downtime erneut neben seiner Tochter Deborah vor der Kamera.

### Privatleben
1947 heiratete Jack Watling die Schauspielerin Patricia Hicks. Das Paar hatte einen Sohn und drei Töchter, die allesamt Schauspieler wurden. 2001 starb Watling. Seine Frau überlebte ihn um zehn Jahre. Sie starb 2011 an Nierenversagen.

## Filmografie (Auswahl)
- 1943: The Demi-Paradise
- 1947: The Courtneys of Curzon Street
- 1948: Toto-Glück
- 1948: Der Fall Winslow (The Winslow Boy)
- 1948: Quartett (Quartet)
- 1949: Sklavin des Herzens (Under Capricorn)
- 1950: Das träumende Herz (Maria Chapdelaine)
- 1950: Once a Sinner
- 1952: Father’s Doing Fine
- 1953: Stryker of the Yard
- 1954: Dangerous Cargo
- 1954: Trouble in the Glen
- 1954: The Golden Link
- 1954: The Sea Shall Not Have Them
- 1955: Herr Satan persönlich (Mr. Arkadin)
- 1955: A Time to Kill
- 1955: Windfall
- 1956: Allen Gewalten zum Trotz (Reach for the Sky)
- 1957: The Birthday Present
- 1957: Zustände wie im Paradies (The Admirable Crichton)
- 1957: Die Frau gegenüber (That Woman Opposite)
- 1958: Postlagernd Westminster (Chain of Events)
- 1958: Links of Justice
- 1958: Die letzte Nacht der Titanic (A Night to Remember)
- 1960: Die letzte Fahrt der Bismarck (Sink the Bismarck!)
- 1961: Nearly a Nasty Accident
- 1961: Mary Had a Little…
- 1961: Nothing Barred
- 1962: Flat Two
- 1964: Ein gewisser Mr. Maddox (Who Was Maddox?)
- 1965: War es wirklich Mord? (The Nanny)
- 1967–1968: Doctor Who (Fernsehserie, 12 Folgen)
- 1970: Paul Temple (Fernsehserie, 1 Folge)
- 1972: Jason King (Fernsehserie, 1 Folge)
- 1972: The Adventures of Barry McKenzie
- 1973: Eine verrückte Familie
- 1974: Brillanten und Kakerlaken (11 Harrowhouse)
- 1989–1991: Jim Bergerac ermittelt (Bergerac, Fernsehserie, 4 Folgen)
- 1994: Heartbeat (Fernsehserie, 1 Folge)
- 1995: Downtime